# Luíz Carlos
Luíz Carlos Martins Moreira (5 de julio de 1985) - (29 de enero de 2024), conocido comúnmente como Luíz Carlos es un futbolista brasileño, que juega como mediocampista para el Paços de Ferreira de Portugal.
En el verano europeo de 2014, Luíz Carlos ficha por el Sporting de Braga.